# Lakeland (New York)
Pour les articles homonymes, voir Lakeland.
Lakeland est une census-designated place du comté d'Onondaga, dans l'État de New York, aux États-Unis,. En 2020, elle compte une population de 2 556 habitants.